# Charles Ng

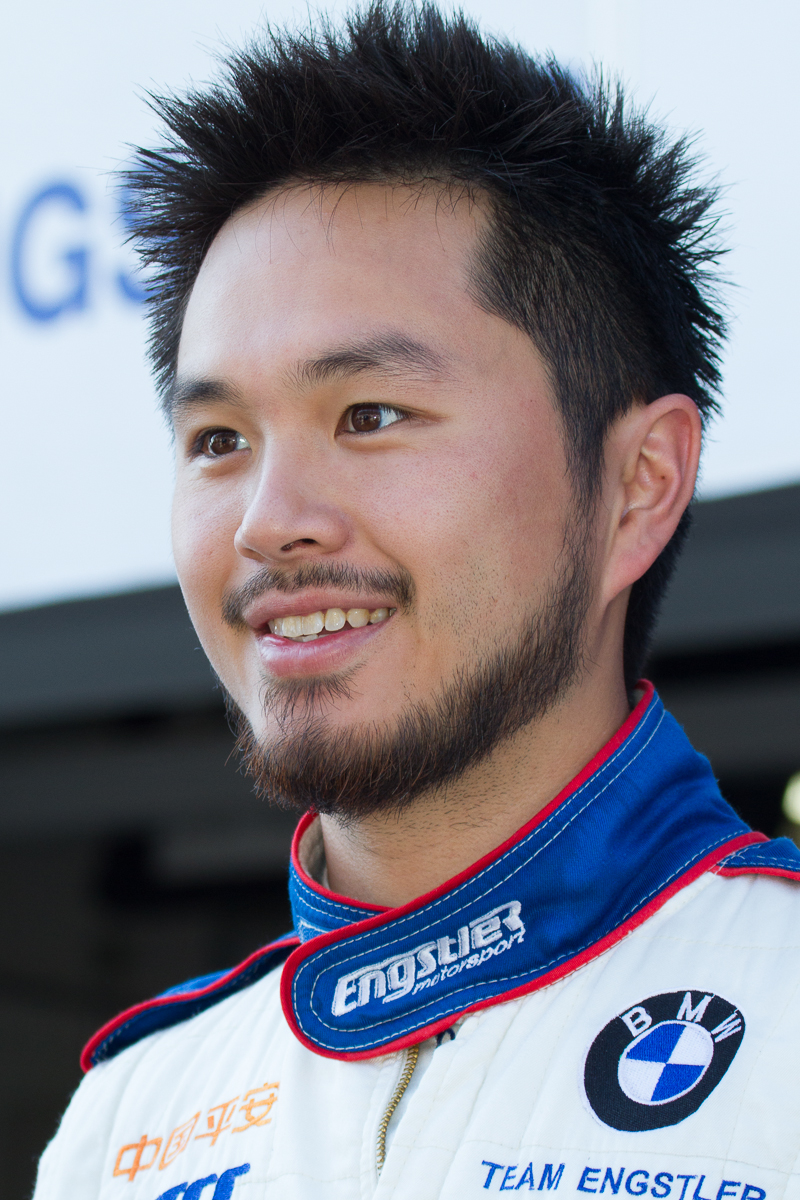
Charles Ng in 2012.

Charles Ka-Ki Ng (Traditioneel Chinees: 伍家麒, Hongkong, 1 augustus 1984) is een autocoureur uit Hongkong.

## Carrière
In het seizoen 2008-2009 was Ng de kampioen in de Skip Barber MAZDASPEED Challenge West, waar hij ook Rookie of the Year werd. In 2010 won hij het Asian Touring Car Championship in zijn debuutseizoen.
In 2010 nam Ng deel aan het Formule D drifting-kampioenschap in de Verenigde Staten. Hij werd hier tweede en de beste rookie. In 2011 reed hij voor Evasive Motorsports in de Formule D.
Ng maakte zijn debuut in het World Touring Car Championship in 2011 op het Suzuka International Racing Course in een BMW 320si voor Liqui Moly Team Engstler. Op het Shanghai Tianma Circuit behaalde hij zijn enige punt van het seizoen, waardoor hij als 22e in het kampioenschap eindigde.
In 2012 stapte Ng fulltime over naar het WTCC naast Franz Engstler in zijn BMW-team. Hij behaalde zijn enige punt van het seizoen in de eerste race op het Shanghai International Circuit, waardoor hij als 25e in het kampioenschap eindigde. Dat jaar nam hij ook deel aan het VLN endurance-kampioenschap op de Nürburgring Nordschleife. Ook won hij zijn klasse in de 24 uur van Zolder voor het team Yokohama Belgium and Skylimitevents in een Porsche 996 GT3 Cup.
Ng rijdt in 2013 opnieuw in het WTCC voor Engstler Motorsport. Op Suzuka, waar teambaas en teamgenoot Engstler afwezig was wegens ziekte, behaalde hij met een zevende plaats in de tweede race behaalde hij zijn beste WTCC-resultaat tot op heden. Met twee raceweekenden te gaan staat hij achttiende in het kampioenschap met 7 punten.